# 223 (szám)
A 223 (kétszázhuszonhárom) a 222 és 224 között található természetes szám.

## A matematikában
Prímszám. Jó prím. Szexi prím (a 229-cel). A negyedik Carol-szám.
Szigorúan nem palindrom szám.